# Tension électrique
Pour les articles homonymes, voir Tension.
La tension électrique est la circulation du champ électrique le long d'un circuit électrique mesurée en volts par un voltmètre. Elle est notée V aux bornes d'un dipôle. 
La notion de tension électrique est souvent confondue avec celle de la « différence de potentiel électrique » (DDP) entre deux points d'un circuit électrique. Les deux notions sont équivalentes en régime stationnaire (indépendant du temps). Néanmoins, dans un cas général, en régime variable (par exemple : les courants alternatifs), la circulation du champ électrique n'étant plus conservative en raison du phénomène d'induction électromagnétique, la tension et la différence de potentiel ne sont alors plus synonymes,. Dans ce cas général, la différence de potentiel perd sa signification physique et doit être remplacée par la notion de tension.
La notion de tension électrique est aussi désignée par l'anglicisme : « voltage », comme il est possible de trouver l'expression « ampérage » pour désigner l'intensité électrique. Cependant, ces termes sont considérés comme incorrects même si certains les considèrent équivalents,,.
De manière plus générale, l’existence d'une tension dans un circuit électrique constitué d'éléments de résistance non nulle, est la preuve de l'existence dans ce circuit d'un générateur électrique entretenant une tension à ses bornes.

## Types de tension
Il existe différents types de tension :
- Continue : la tension est stable dans le temps et sa valeur n'évolue pas, ou très peu. C'est le type de tension utilisée en électronique et en informatique.
- Ondulée : la tension varie dans le temps. L’amplitude de l’oscillation détermine la stabilité de la tension. Le taux d'ondulation indique l'amplitude de celle-ci. C'est la tension sortant d'un pont redresseur avant filtration.
- Alternative : monophasée ou polyphasée la tension est généralement sinusoïdale. C'est celle délivrée par les réseaux électriques standards.

## Notations de la tension électrique
Dans le cas général, le symbole normalisé de la tension électrique est U mesuré en volts, unité dont le symbole est V. 

### Différences de conventions de notations sur un schéma électrique
Sur un schéma électrique, la tension peut être complétée par des flèches, ou des + et − pour indiquer son sens. Ces différences sont uniquement des différences de convention (cf. image 1).

### Notation en rapport avec le nom de l'élément mesuré
Pour distinguer les différentes tensions dans un circuit, le U majuscule peut être accompagné d'une lettre en indice décrivant à quel élément du circuit cette tension est rattachée. Dans un circuit RLC, il a donc quatre tensions : U (tension aux bornes du générateur), UR (tension aux bornes de la résistance), UL (tension aux bornes de l'inductance) et UC (tension aux bornes de la capacitance). (cf. image 2)

### Notation dans le cas particulier ducourant triphasé
En triphasé, on note les tensions composées (tensions entre phases) U et les tensions simples (tensions entre phase et neutre) V. Dans le cas du courant triphasé, il y a donc 6 tensions :
- UAB (tension entre la phase A et la phase B)
- UAC (tension entre la phase A et la phase C)
- UBC (tension entre la phase B et la phase C)
- VA (tension entre la phase A et le neutre)
- VB (tension entre la phase B et le neutre)
- VC(tension entre la phase C et le neutre) - (image 3).

### Images

Image 1 - Conventions de représentation du courant et de la tension sur un dipôle récepteur. a : Convention recommandée selon la norme internationale IEC/CEI 60375 ed2.0 b : Convention en usage aux États-Unis c : Convention en usage en France.
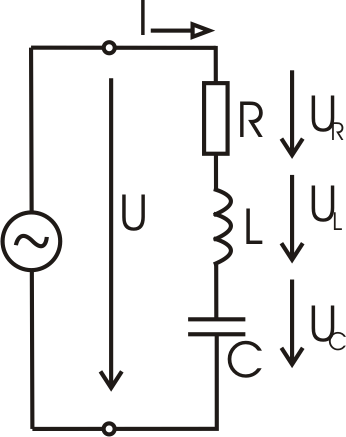
Image 2 - Tensions dans un circuit RLC : U, UR, UL et UC.
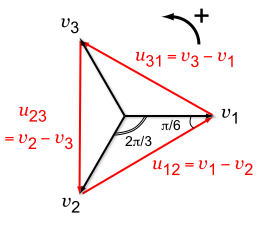
Image 3 : Représentation de Fresnel des tensions simples et composées pour un système équilibré direct.

## Mesure

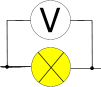
Schéma de l'utilisation d'un voltmètre pour mesurer la tension aux bornes d'une lampe.

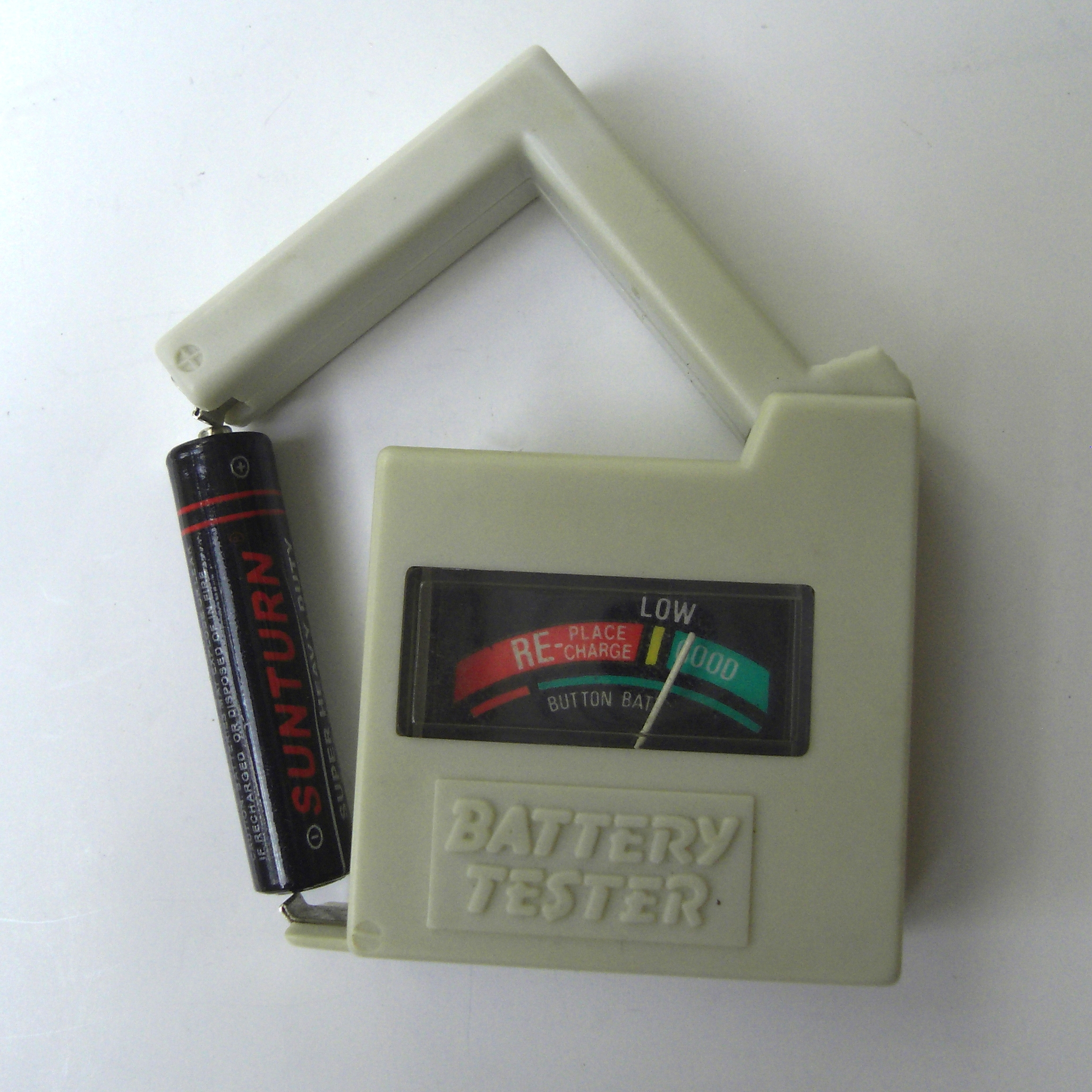
Un exemple de voltmètre : un testeur de pile.

On peut mesurer la tension à l'aide d'un voltmètre branché en parallèle/ dérivation sur le circuit. Cette mesure fut découverte par Alessandro comte de la Volta.

## Définition et interprétation physique
La tension électrique aux bornes d'un dipôle est toujours égale à la circulation du champ électrique à l'intérieur de ce dipôle. 
En d'autres termes, la tension électrique représente le travail de la force électrique (qui règne au sein du dipôle) sur une particule chargée, divisé par la valeur de la charge (dans le cas d'un générateur de tension continue, une pile par exemple, la tension électrique à vide de cette pile, appelée force électromotrice (fem), est le travail de la force électrostatique de propulsion sur les électrons).
On parlera donc d'énergie échangée par unité de charge, qui peut être comparée, si l'on ne tient pas compte des unités, à l'énergie échangée pour une charge de 1 coulomb. 
Son unité est donc celle d'une énergie divisée par une charge électrique, c'est-à-dire le joule par coulomb, lequel équivaut au volt.
Tout dipôle d'un circuit électrique développe une tension à ses bornes, ce qui revient à dire qu'il échangera une certaine énergie avec les charges en mouvement le traversant, qui sont, dans un nombre important de cas, des électrons. Cette tension est égale à l'énergie par unité de charge, échangée entre chaque particule chargée qui traverse le dipôle et le dipôle lui-même. 
Dans le cas de la traversée d'un générateur d'énergie, l'énergie reçue par les charges est convertie en un déséquilibre électrostatique (densité volumique de charge différente d'un point à un autre) qui crée la tension aux bornes du générateur. Autrement dit, l'énergie gagnée par une charge dans le générateur est convertie en énergie potentielle qui sera transformée dans le reste du circuit. 
W/q reçu dans générateur = tension générateur
Dans le cas de la traversée d'un récepteur d'énergie, l'énergie prise aux particules chargées par le dipôle a pour effet de « retenir » aux bornes du récepteur une partie (plus ou moins grande suivant le nombre de récepteurs) de la tension du générateur. Cette tension a pour effet de fournir l'énergie nécessaire aux charges pour la traversée du dipôle récepteur.
W/q perdue dans le récepteur = tension récepteur
Si on note e la charge électrique d'un électron en coulombs et u la tension d'un dipôle en volts, alors chaque électron traversant ce dernier y gagnera ou y perdra (suivant le signe de u) une énergie égale à W = u * e joules.

## Loi physique
D'après la  seconde loi de Kirchhoff, également appelée loi des mailles, et valable dans l'approximation des régimes quasi stationnaires (c'est-à-dire lorsque le temps de propagation de la tension d'un bout à l'autre du circuit est négligeable devant le temps caractéristique de la variation de la tension du générateur), on peut dire que la somme des tensions (avec leur signe suivant la nature du dipôle) dans une maille d'un circuit est nulle. On désigne ici par maille, un chemin permettant aux charges électriques libres de se déplacer, d'effectuer un tour complet (c'est-à-dire de partir d'un point et de pouvoir y revenir). Pour l'application de cette loi, on attribue un signe aux tensions du circuit : positives pour les générateurs et négatives pour les récepteurs. 
L'important est de bien discerner que le passage par un générateur donne de l'énergie alors que le récepteur en retire. L'énergie reçue par les différents récepteurs du circuit est bien sûr égale à celle fournie par le ou les générateur(s).
En toute rigueur, la loi des mailles n'est plus applicable en régime rapidement variable, les tensions n'étant plus conservatives et leur somme sur un circuit fermé n'étant plus nulle.

## Réseaux électriques
La tension électrique des centrales thermiques  ou nucléaires est élevée à l'aide de transformateurs. L'énergie électrique est alors transportée en haute tension, à des tensions supérieures à 100 kV, jusqu'à 1 200 kV. Elle est ensuite abaissée. Les ménages sont alimentés en basse tension (230 V/ 400 V par exemple en France, Belgique et Allemagne ou 120 V/ 240 V au Canada).

## Classement des domaines de tension en France

### Décret de 1988
Ci-dessous le tableau des différents domaines de tension suivant le décret français no 88-1056 du 14 novembre 1988 :
ce décret traite de la protection des travailleurs dans les établissements assujettis au code du travail (livre 2, titre 3) qui mettent en œuvre des courants électriques.
- Code du travail
  - Livre 2 : Réglementation du travail
  - « Titre 3 : Hygiène, sécurité et conditions de travail »

| Abréviations                                 | TBT                | BTA                 | BTB                  | HTA              | HTB             |
| -------------------------------------------- | ------------------ | ------------------- | -------------------- | ---------------- | --------------- |
| Dénominations                                | Très Basse Tension | Basse Tension A     | Basse Tension B      | Haute Tension A  | Haute Tension B |
| Courant alternatif                           | U ≤ 50 volts       | 50 < U ≤ 500 volts  | 500 < U ≤ 1000 volts | 1000 < U ≤ 50 kV | U > 50 kV       |
| Courant continu                              | U ≤ 120 volts      | 120 < U ≤ 750 volts | 750 < U ≤ 1500 volts | 1500 < U ≤ 75 kV | U > 75 kV       |
| Distance de voisinage (distance de sécurité) | Aucun danger       | D ≥ 30 cm           | D ≥ 30 cm            | D ≥ 2 mètres     | D ≥ 3 mètres    |

- Dans le cas particulier de la très basse tension (TBT), il y a lieu de distinguer :
  - TBTF (très basse tension fonctionnelle)
  - TBTS (très basse tension de sécurité)
  - TBTP (très basse tension de protection)

En TBTF, toutes les règles de la BT doivent être appliquées (idem en cas d'incertitude sur la nature ou la provenance). Aucune précaution n’est à prendre en TBTS et en TBTP pour les risques d'électrisation (attention aux courts-circuits et aux brûlures).
- Pour une tension alternative supérieure à 250 kilovolts, la distance de voisinage passe à 4 mètres.

### Décret de 1995
Le décret de 1988 a été remplacé par un décret de 1995.
La nouvelle classification des domaines de tension ne fait plus la différence entre le BTA et BTB. Seul le domaine BT existe depuis pour couvrir les domaines de 50 V à 1 000 V en alternatif et de 120 V à 1 500 V en tension continue.